# Abricotage
Abricotage (fr. abricot, dosł. morela) – marmolada morelowa; podkład pod masę czekoladową stosowany przy wyrobie tortów, także posmarowanie wierzchu i boków tortu (lub ewentualnie innego ciasta) gorącym dżemem morelowym.
Jest to masa stanowiąca podkład do posmarowania gładkiej glazury czekoladowej, bardzo często stosowana przez cukierników.